# Johann Bauschinger

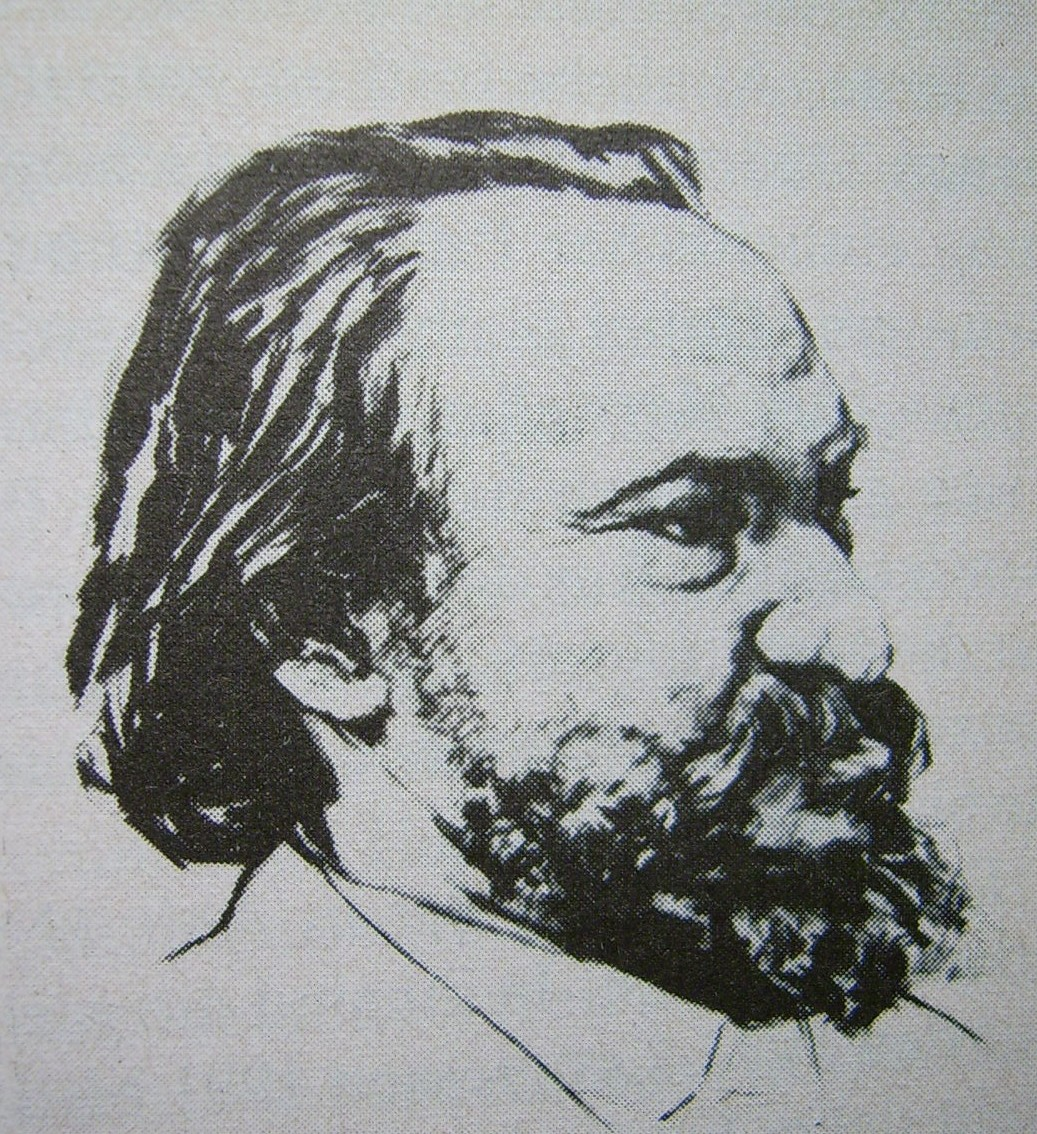
Johann Bauschinger

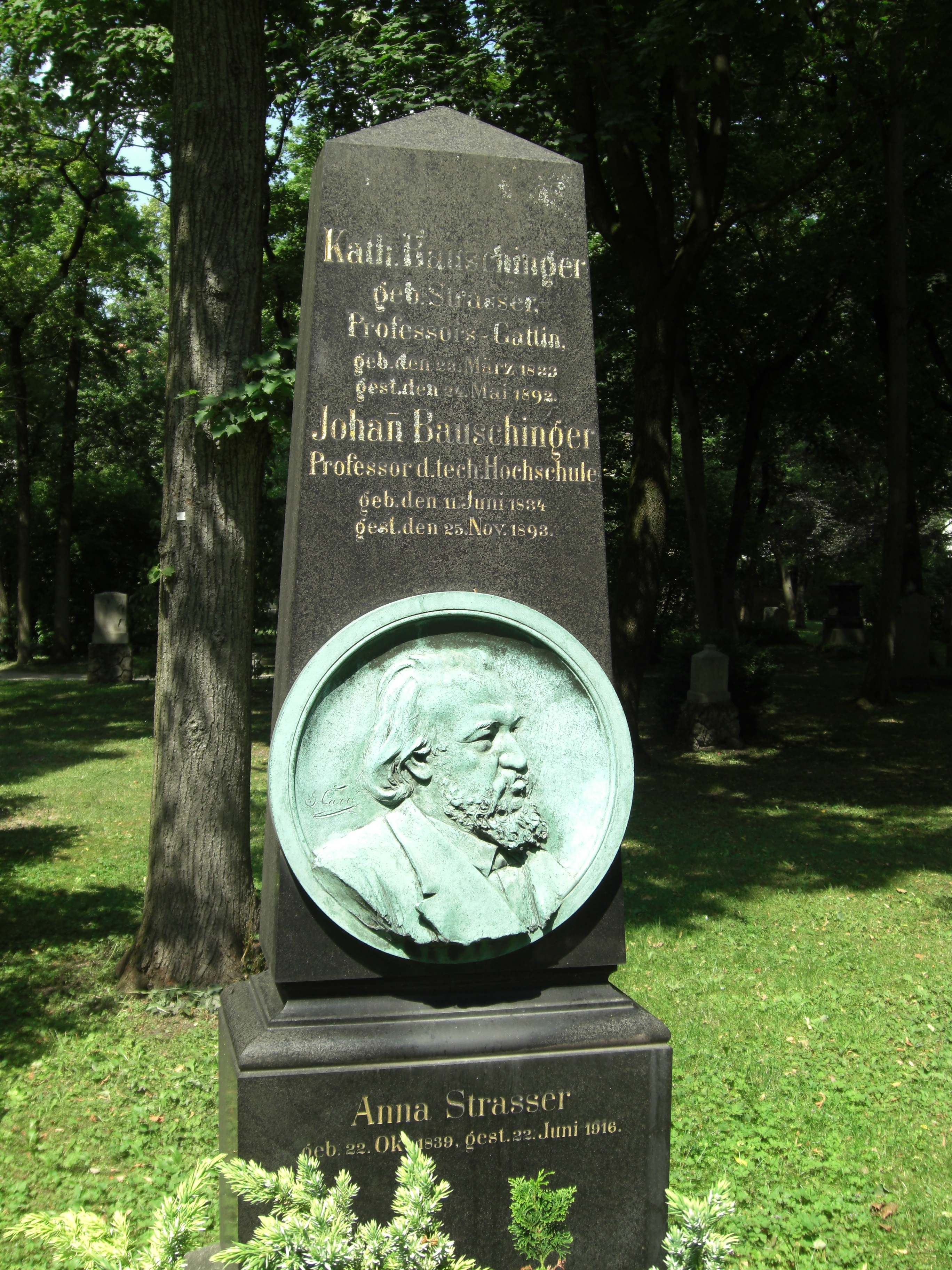
Grabmal für Katharina und Johann Bauschinger auf dem Alten Nördlichen Friedhof in München

Johann Bauschinger (* 11. Juni 1834 in Nürnberg; † 25. November 1893 in München) war ein deutscher Mathematiker, Ingenieur, Werkstoffwissenschaftler und Hochschullehrer, der von 1868 bis zu seinem Tod als Professor für Technische Mechanik an der Polytechnischen Schule München bzw. der Technischen Hochschule München lehrte. Das Mechanisch-Technische Laboratorium nahm 1870 unter seiner Leitung die Arbeit auf, damit war es das erste Werkstoffprüfungsinstitut an einer Hochschule. Es bildete den Ursprung des Staatlichen Materialprüfamts für den Maschinenbau der heutigen Technischen Universität München.

## Leben
Bauschinger studierte ab 1850 an der polytechnischen Schule in München und ab 1853 an der Ludwig-Maximilians-Universität München. Er wurde 1857 Gewerbeschullehrer in Fürth, 1866 Professor am Realgymnasium in München, und 1868 Professor an der neu gegründeten Polytechnischen Schule München, aus der 1877 die Technische Hochschule München wurde. Ab 1892 war er Mitglied der Bayerischen Akademie der Wissenschaften, ab 1888 Mitglied der Leopoldina. Sein Sohn Julius Bauschinger war Astronom.

## Wirken
Bauschinger entwickelte Prüfmethoden für Baumaterialien, unter anderem konstruierte er einen Spiegelapparat zur Bestimmung der Längenänderung unter Zug- und Druckbeanspruchung. Sein Wirken hat Bedeutung sowohl für die Werkstoffkunde wie für die Baustoffkunde. Zur Vereinheitlichung der Prüfmethoden für Bau- und Konstruktionsmaterialien berief er 1884 eine Versammlung von Fachleuten nach München, leitete 1886 eine ebensolche Konferenz in Dresden und 1890 eine internationale Konferenz in Berlin. Ab 1884 war er Vorstand der auf der Münchner Konferenz gebildeten Kommission zur Vereinbarung einheitlicher Prüfmethoden. 1896 wurde daraus der Deutsche Verband für Materialprüfung (DVM).
Der nach Bauschinger benannte Bauschingereffekt beschreibt die veränderte Streckgrenze von Stahl bei wechselnder Belastungsrichtung. Die Bauschinger-Kennzahl beschreibt das Verhältnis der kinematischen zur isotropen Verfestigung.

## Schriften
(Auswahl)
- Die Schule der Mechanik. München 1861. / 2. Auflage, München 1867.
- (als Herausgeber): Mittheilungen aus dem Mechanisch-technischen Laboratorium, 1. Jahrgang 1873 bis 21. Jahrgang 1893
  - Über den Elastizitätsmodul und die bleibende Zusammendrückung und Ausdehnung mehrerer Baustoffe. In: Mittheilungen aus dem Mechanisch-technischen Laboratorium, 5. Jahrgang 1878 …
  - Über die Veränderung der Elastizitätsgrenze und die Festigkeit des Eisens und Stahls durch Strecken und Quetschen, durch Erwärmen und Abkühlen und durch oftmals wiederholte Beanspruchungen. In: Mittheilungen aus dem Mechanisch-technischen Laboratorium, 13. Jahrgang 1886 … (zum Bauschingereffekt)
- Denkschrift über die Einrichtung von Prüfungsanstalten und Versuchsstationen für Baumaterialien und die Einführung einer staatlich anerkannten Klassifikation der letztern. (herausgegeben vom Verband Deutscher Architekten- und Ingenieurvereine) 1878.
- Indicatorversuche an Locomotiven. (zweiteiliger Bericht) In: Der Civilingenieur, Neue Folge, 13. Jahrgang 1867 … / 14. Jahrgang 1868 … (auch als Sonderdruck: Verlag Arthur Felix, Leipzig 1868).
- Elemente der graphischen Statik. 2. Auflage, München 1890.